# Cosmia achatina
Cosmia achatina là một loài bướm đêm trong họ Noctuidae.